# سرلشکر (بریتانیا)
امیر( ژنرال) یک درجه "دو ستاره" در نیروی زمینی ارتش بریتانیا  و نیروی دریایی سلطنتی می باشد. این رتبه باز هم به اندازه یک سال و نیم، از زمان تشکیل آن تا ماه اوت ۱۹۱۹ ، از جانب نیروی هوایی سلطنتی بریتانیا مورد استفاده واقع شد. در ارتش بریتانیا، یک ژنرال درجه عادی برای گماشدن فرمانده لشکر می باشد. در نیروی دریایی سلطنتی بریتانیا، درجه ژنرالی در دست فرمانده سرلشکر می باشد.
یک ژنرال از یک سرتیپ ارشد ولی مطیع سرلشکر می باشد. این درجه در مقایسه با درجه ناتو از-۷ می باشد، برابر یک دریاسالار عقب در نیروی دریایی سلطنتی بریتانیا یا یک معاون هوایی در نیروی هوایی سلطنتی بریتانیا و نیروهای هوایی بسیاری از کشورهای همسود می باشد.
نشان درجه، ستاره (یا "پیپ") نشان افتخاری حمام می باشد، که بر روی یک شمشیر ضربدری و باتوم است.

## استفاده از ارتش بریتانیا
در ارتش بریتانیا، یک لشکر از جانب یک سرلشکر پیشوایی می گردد. با این شرایط، گمارندگان نظیری نیز ممکن است از جانب سرلشکران صورت بگیرد. همانند، فرمانده فرهنگستان نظامی سلطنتی بریتانیا سندهرست یک سرلشکر می باشد.

## استفاده از نیروی دریایی سلطنتی
پیشوایی سرلشکر رویال مارین از سال ۱۹۹۶، هنگامی که این جایگاه از سرلشکر سپهبد کم شد، درجه ژنرالی یا به عبارتی سرلشکری را در دست داشت. مثل ارتش بریتانیا، یک سرلشکر تفنگ دار های دریایی سلطنتی بریتانیا در رتبه های پایین تر از سپهبد و بالاتر از فرمانده تیپ واقع گردیده.